# Andreas Hofmann (giavellottista)

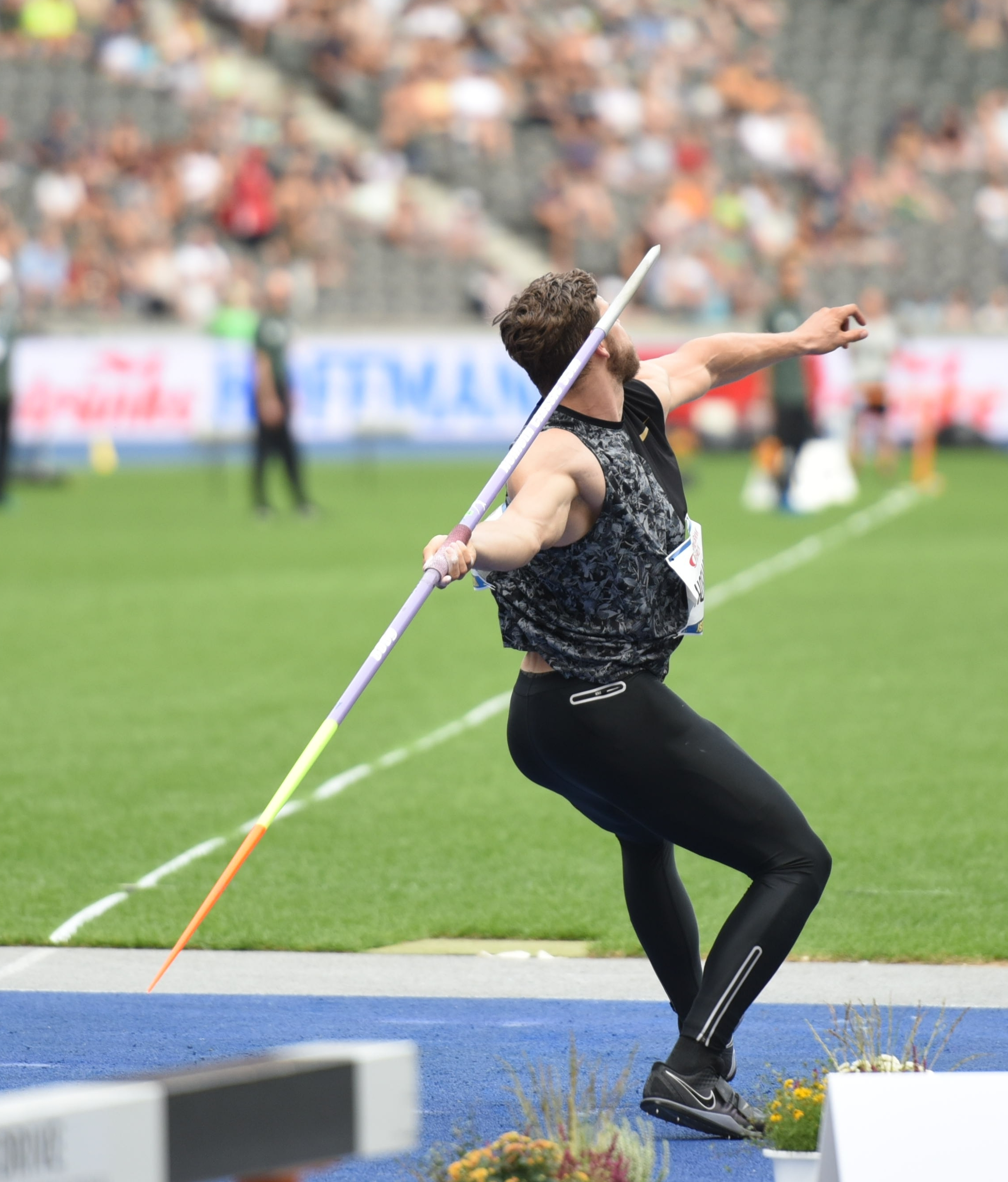
Hofmann, 2019

Andreas Emil Hofmann (Heidelberg, 16 dicembre 1991) è un giavellottista tedesco.

## Progressione
| Stagione | Misura  | Luogo         | Data      | Rank. Mond. |
| -------- | ------- | ------------- | --------- | ----------- |
| 2022     | 87,32 m | Eisenstadt    | 2-6-2022  | 9º          |
| 2021     | 78,26 m | Lucerna       | 29-6-2021 | 84º         |
| 2020     | 85,24 m | Turku         | 11-8-2020 | 9º          |
| 2019     | 89,65 m | Rehlingen     | 9-6-2019  | 3º          |
| 2018     | 92,06 m | Offenburg     | 2-6-2018  | 2º          |
| 2017     | 91,07 m | Taipei        | 26-8-2017 | 4º          |
| 2016     | 85,42 m | Berlino       | 3-9-2016  | 14º         |
| 2015     | 86,14 m | Pechino       | 24-8-2015 | 11º         |
| 2014     | 86,13 m | Braunschweig  | 22-6-2014 | 9º          |
| 2013     | 75,56 m | Helmsheim     | 21-9-2013 | 133º        |
| 2012     | 80,81 m | Schutterwald  | 24-6-2012 | 52º         |
| 2011     | 73,98 m | Langenselbold | 18-9-2011 | 173º        |
| 2010     | 66,75 m | Mannheim      | 13-5-2010 | 538º        |
| 2009     | 77,84 m | Mannheim      | 14-6-2009 | 83º         |

## Palmarès
| Anno | Manifestazione   | Sede     | Evento                 | Risultato | Prestazione | Note                          |
| ---- | ---------------- | -------- | ---------------------- | --------- | ----------- | ----------------------------- |
| 2009 | Europei juniores | Novi Sad | Lancio del giavellotto | Oro       | 75,89 m     |                               |
| 2014 | Europei          | Zurigo   | Lancio del giavellotto | 9º        | 77,42 m     |                               |
| 2015 | Mondiali         | Pechino  | Lancio del giavellotto | 6º        | 86,01 m     |                               |
| 2017 | Mondiali         | Londra   | Lancio del giavellotto | 8º        | 83,98 m     |                               |
| 2017 | Universiade      | Taipei   | Lancio del giavellotto | Argento   | 91,07 m     | Miglior prestazione personale |
| 2018 | Europei          | Berlino  | Lancio del giavellotto | Argento   | 87,60 m     | [ 1 ]                         |
| 2019 | Mondiali         | Doha     | Lancio del giavellotto | 20º (q)   | 80,06 m     |                               |
| 2022 | Mondiali         | Eugene   | Lancio del giavellotto | nm (q)    | nm (q)      |                               |
| 2022 | Europei          | Monaco   | Lancio del giavellotto | 11º       | 74,75 m     |                               |

## Altre competizioni internazionali
2014
- Campionati europei a squadre di atletica leggera ( Braunschweig)

2018
- Vincitore della Diamond League nella specialità del lancio del giavellotto